# Cameron Cuffe
Cameron Charles D. Cuffe (Londres, 5 de abril de 1993) es un actor británico. Es conocido por sus papeles de Gino en la película Florence Foster Jenkins (2016), William Shannon en la serie de ITV The Halcyon (2017) y Seg-El en la serie de Syfy Krypton (2018-2019).

## Primeros años
Cuffe nació en la parte occidental de Londres de madre inglesa y padre estadounidense de ascendencia irlandesa e italiana. Su familia paterna irlandesa es de Waterford y Tramore. Pasó parte de su adolescencia en Boston. Regresó a Europa y se graduó con una licenciatura en Actuación de The Lir Academy en Trinity College (Dublín) en 2014.

## Carrera
Cuffe comenzó su carrera profesional en Londres, apareciendo en la producción de Park Theatre de The Vertical Hour  como Dennis Dutton y en la producción de Donmar Warehouse de City of Angels como Peter Kingsley.
Cuffe apareció en la película biográfica de 2016 Florence Foster Jenkins y tuvo un papel recurrente en la serie dramática de ITV de 2017 The Halcyon. Después de filmar un episodio de la serie dramática de ABC de 2017 Time After Time, Cuffe consiguió el papel principal del abuelo de Superman, Seg-El, en la serie de Syfy Krypton, que se estrenó en marzo de 2018.

## Filmografía
| Año           | Título                       | Role             | notas | Ref.   |
| ------------- | ---------------------------- | ---------------- | --- | ------ |
| 2015          | Hecho en casa                | Altruista        | Cortometraje | [ 13 ] |
| 2016          | Florencia Foster Jenkins     | Gino             | | [ 13 ] |
| 2017          | The Halcyon                  | Guillermo Shanon | Serie de televisión (4 episodios) | [ 13 ] |
| 2017          | Una y otra vez               | Henry Ayers      | Serie de televisión (episodio: "Picture Fades") |        |
| 2018-2019     | Krypton                      | Seg-El           | Serie de televisión (Papel principal); Nominado - Premio Saturno a la mejor interpretación de un actor más joven en una serie de televisión (2019) | [ 12 ] |
| 2022          | Todo lo que sé sobre el amor | Patrick          | Serie de televisión (Episodio: 7) |        |
| por confirmar | Nautilo                      | Pitt             | Próxima serie de televisión |        |

### Videojuegos
| Año  | Título                                    | Role           | notas | Ref.          |
| ---- | ----------------------------------------- | -------------- | ----- | ------------- |
| 216  | Empinado                                  | Zack           |       | [ 13 ] [ 14 ] |
| 2017 | Necesidad de recuperación de la velocidad | Voz de Talento |       | [ 13 ] [ 15 ] |

### Teatro
| Año  | Título            | Role           | Localización            |
| ---- | ----------------- | -------------- | ----------------------- |
| 2014 | La hora vertical  |                | Park Theatre, Londres   |
| 2014 | Ciudad de Angeles | Pedro Kingsley | Almacén Donmar, Londres |